# 刘兴彬
劉興彬（1960年4月—），男，漢族，河南舞鋼人，畢業於長安大學，在職大學學歷，工程碩士。1982年1月參加工作，1985年11月加入中國共產黨。

## 生平
生涯幾乎皆於河南省交通部門任職。2008年9月成為河南省交通（運輸）廳副巡視員，2012年8月獲選為河南省交通運輸廳副廳長、黨組成員，2018年11月升任河南省交通運輸廳廳長、黨組書記，2020年6月卸任河南省交通運輸廳廳長職務。2020年，改任中国人民政治协商会议河南省委员会经济委员会副主任。